# مارتيتا هانت
مارتيتا إديث هانت (بالإنجليزية: Martita Edith Hunt)‏؛ ولدت في 30 يناير 1900 وتوفيت في 13 يونيو 1969 بلندن، هي ممثلة سينمائية أرجنتينية بدأ مسيرتها عام 1920 وإشتهرت في المسرح الإنجليزي .

## روابط خارجية
- مارتيتا هانت على موقع IMDb (الإنجليزية)
- مارتيتا هانت على موقع الموسوعة البريطانية (الإنجليزية)
- مارتيتا هانت على موقع ألو سيني (الفرنسية)
- مارتيتا هانت على موقع أول موفي (الإنجليزية)
- مارتيتا هانت على موقع قاعدة بيانات برودواي على الإنترنت (الإنجليزية)
- مارتيتا هانت على موقع قاعدة بيانات الأفلام السويدية (السويدية)
- مارتيتا هانت على موقع إن إن دي بي (الإنجليزية)
- مارتيتا هانت على موقع قاعدة بيانات الفيلم (الإنجليزية)
- مارتيتا هانت على موقع كينوبويسك (الروسية)

- الملف الشخصي دونالد يروي سيرة مارتيتا هانت، قاموس أكسفورد من السيرة الشخصية
- مارتيتا هانت على موقع فايند أغريف